# Apol·loni Pitaneu
Apol·loni Pitaneu (en llatí Apollonius Pinateus, en grec Άπολλώνιος) va ser un metge grec nascut a Pitane a Etòlia probablement del segle i o potser d'abans. Plini el Vell el menciona, i li atribueix uns remeis absurds i supersticiosos.